# Exel Aviation Group
Exel Aviation Group was een Nederlandse luchtvaartbedrijvengroep die in handen was van de Amsterdamse ondernemers Erik de Vlieger en Niek Sandmann. Tot de groep behoorden onder meer HollandExel, Air Exel en een vliegtuigonderhoudsbedrijf. 

## Geschiedenis
Exel Aviation Group was aanvankelijk voor 42,5 procent in handen van De Vlieger, Sandmann had eenzelfde percentage, en directeur Harm Prins bezat de resterende 15 procent. Na een aanvankelijke toezegging werd in december 2004 van de aankoop van DutchBird afgezien.
Toen in 2004 een justitieel onderzoek werd ingesteld naar Prins wegens zijn rol bij vermeende afpersing, witwassen en valsheid in geschrifte met betrekking tot een horecagelegenheid in Amsterdam, droeg deze zijn belang over aan De Vlieger.

## Dochterbedrijven

### HollandExel
HollandExel (IATA: YZ, ICAO: HXL) was een Nederlandse chartermaatschappij die in 2004 uit de doorstart van Air Holland voortkwam en deel uitmaakte van de Exel Aviation Group.
HollandExel vloog voornamelijk voor touroperators op trans-Atlantische vakantiebestemmingen zoals Cuba, Mexico, en de Dominicaanse Republiek, met drie Boeing 767-300ER's die werden geleaset van SAS. HollandExel had activa, toestellen en personeel overgenomen van Air Holland toen dit bedrijf begin 2004 failliet ging.
Vanaf 3 februari 2005 verkeerde HollandExel in surseance van betaling, en op 10 mei 2005 werd het bedrijf failliet verklaard. De vliegactiviteiten werden voortgezet door TUI Airlines Nederland, handelend onder de naam ArkeFly, dat activa en personeel overnam.

### BelgiumExel
BelgiumExel (ICAO: HXL) was een Belgische luchtvaartmaatschappij die eigendom was van de Exel Aviation Group. BelgiumExel werd opgericht in februari 2004 en voerde vluchten uit naar Afrika, Azië en de Caraïben voor touroperator Thomas Cook Group. BelgiumExel beschikte over een Boeing 767-300. Op 31 januari 2005 ging BelgiumExel failliet.

### AlsaceExel
AlsaceExel was een Franse  luchtvaartmaatschappij met een basis in Straatsburg. AlsaceExcel werd opgericht in maart 2003.